# اما تامپسون
دیم اما تامپسون DBE (انگلیسی: Dame Emma Thompson؛ زادهٔ ۱۵ آوریل ۱۹۵۹) بازیگر و فیلم‌نامه‌نویس بریتانیایی است. او در طول چهار دهه فعالیت افتخارات گوناگونی از قبیل دو جایزهٔ اسکار، دو جایزهٔ  گلدن گلوب، دو جایزهٔ فیلم بفتا و یک جایزهٔ امی ساعات پربیننده دریافت کرده است. او در سال ۲۰۱۸ بابت خدماتش به نمایش از سوی ملکه الیزابت دوم به دریافت نشان بانوی فرمانده والامقام امپراتوری بریتانیا مفتخر شد.
والدین تامپسون، اریک تامپسون و فیلیدا لاو هر دو بازیگر هستند. او در کالج نیوهام، دانشگاه کمبریج تحصیل کرد و در آن‌جا عضو گروه بازیگری فوت‌لایتز شد. سپس در مجموعهٔ کمدی آلفرسکو (۱۹۸۳–۱۹۸۴) ظاهر شد. او در سال ۱۹۸۷ برای بازی در دو مجموعهٔ تلویزیونی بستنی میوه‌دار و سرنوشت جنگ از شبکهٔ بی‌بی‌سی به شهرت گسترده‌ای در میان عموم رسید و برای هر دو مجموعه برندهٔ جایزهٔ بهترین بازیگر زن تلویزیونی بفتا شد. او در اوایل دههٔ ۱۹۹۰ اغلب با همسرش، بازیگر و فیلم‌ساز کنت برانا، در فیلم‌هایی مانند هنری پنجم (۱۹۸۹)، مرگ دوباره (۱۹۹۱) و هیاهوی بسیار برای هیچ (۱۹۹۳) کار کرد.
تامپسون برای نقش‌آفرینی در هواردز اند (۱۹۹۲) برندهٔ جایزهٔ اسکار و جایزهٔ بفتای بهترین بازیگر زن شد. او در سال ۱۹۹۳ برای نقش‌آفرینی در بازمانده روز و به نام پدر دوبار نامزد دریافت جایزهٔ اسکار شد و یکی از معدود بازیگرانی بدل شد که در یک سال نامزد دو جایزهٔ اسکار شده‌اند. او فیلم‌نامهٔ عقل و احساس (۱۹۹۵) را نوشت و در آن ایفای نقش کرد که برندهٔ جایزهٔ اسکار بهترین فیلم‌نامه اقتباسی و یک جایزهٔ بفتای دیگر شد. همچنین برای به تصویر کشیدن نویسنده، پی. ال. تراورس، در نجات آقای بنکس (۲۰۱۳) تحسین شد. دیگر فیلم‌های برجستهٔ او عبارتند از مجموعهٔ هری پاتر (۲۰۰۴–۲۰۱۱)، دیو و دلبر (۲۰۱۷)، آخر شب (۲۰۱۹) و کروئلا (۲۰۲۱).
تامپسون با بازیگر، گرگ وایز ازدواج کرده است و با او در لندن زندگی می‌کند. آن‌ها یک پسر و یک دختر به فرزندی قبول کرده‌اند. او از کنشگران حوزه حقوق بشر و دفاع از محیط‌زیست است. او دو کتاب اقتباسی از داستان قصه پیتر خرگوش نوشته است.

## اوایل زندگی
اما تامپسون در ۱۵ آوریل ۱۹۵۹ در لندن به دنیا آمد. مادرش، بازیگر اسکاتلندی فیلیدا لاو است و پدرش، بازیگر انگلیسی اریک تامپسون در تئاتر مشغول به کار بود و از گویندگان مجموعهٔ تلویزیونی چرخ‌وفلک جادویی به‌شمار می‌رفت. پدرخوانده او، کارگردان و نویسنده، رونالد ایر، بود. او یک خواهر به نام سوفی تامپسون دارد که مشغول به بازیگری است. این خانواده در همپستید غربی واقع در شمال لندن زندگی می‌کردند، و تامپسون در مدرسه دخترانهٔ کمدن به تحصیل پرداخت. او زمان زیادی از دوران کودکی‌اش را در اسکاتلند گذراند و اغلب به آردنتینی، که در آن‌جا پدربزرگ و مادربزرگ و عمویش زندگی می‌کردند، می‌رفت.

## جوایز و افتخارات

### اسکار
- برنده جایزه اسکار بهترین بازیگر نقش اول زن (۱۹۹۲)
- نامزد جایزه اسکار بهترین بازیگر نقش اول زن (۱۹۹۳)
- نامزد جایزه اسکار بهترین بازیگر نقش مکمل زن (۱۹۹۳)
- نامزد جایزه اسکار بهترین بازیگر نقش اول زن (۱۹۹۵)
- برنده جایزه اسکار بهترین فیلم‌نامه اقتباسی برای فیلم عقل و احساس (۱۹۹۵)

### گلدن گلوب
- جایزه گلدن گلوب بهترین بازیگر زن فیلم درام (۱۹۹۲)
- نامزد جایزه گلدن گلوب بهترین بازیگر زن فیلم درام (۱۹۹۳)
- نامزد جایزه گلدن گلوب بهترین بازیگر نقش مکمل زن (۱۹۹۳)
- جایزه گلدن گلوب بهترین فیلم‌نامه (۱۹۹۵)
- نامزد جایزه گلدن گلوب بهترین بازیگر زن فیلم موزیکال یا کمدی (۱۹۹۵)
- نامزد جایزه گلدن گلوب بهترین بازیگر زن فیلم موزیکال یا کمدی (۲۰۰۸)
- نامزد جایزه گلدن گلوب بهترین بازیگر زن فیلم درام (۲۰۱۳)

### بفتا
- جایزه بفتای بهترین بازیگر نقش اول زن (۱۹۹۲)
- نامزد جایزه بفتای بهترین بازیگر نقش اول زن (۱۹۹۳) برای فیلم برای فیلم بازمانده روز
- جایزه بفتای بهترین بازیگر نقش اول زن (۱۹۹۵) برای فیلم عقل و احساس
- نامزد جایزه بفتای بهترین بازیگر فیلم‌نامه اقتباسی (۱۹۹۵) برای فیلم عقل و احساس
- نامزد جایزه بفتای بهترین بازیگر نقش مکمل زن (۲۰۰۳) برای فیلم در واقع عشق در نقش Karen
- نامزد جایزه بفتای بهترین بازیگر نقش اول زن (۲۰۱۳)

### سایر جوایز
- دومین مراسم جایزه انجمن بازیگران فیلم (۱۹۹۵)
- بیستمین مراسم جایزه انجمن بازیگران فیلم (۲۰۱۳)
- جایزه امی ساعات پربیننده بازیگر زن برجسته مهمان در یک سری کمدی (۱۹۹۸)
- جایزه حلقه منتقدان فیلم نیویورک برای بهترین بازیگر نقش اول زن (۱۹۹۲)
- جایزه انجمن منتقدان فیلم لندن برای بازیگر نقش مکمل زن سال بریتانیا (۲۰۰۳)
- جایزه امپایر بهترین بازیگر زن (۲۰۱۴)

## فیلم‌شناسی

### سینمایی
| سال  | عنوان                                          | نقش                    | توضیحات                    |
| ---- | ---------------------------------------------- | ---------------------- | -------------------------- |
| ۱۹۸۹ | هنری پنجم                                      | کاترین والوا           |                            |
| ۱۹۸۹ | پسر قد بلند                                    | کیت لمون               |                            |
| ۱۹۹۱ | مرگ دوباره                                     | گریس / مارگارت استراوس |                            |
| ۱۹۹۱ | بداهه                                          | کلودت، دوشس دآنتان     |                            |
| ۱۹۹۲ | هواردز اند                                     | مارگارت شلگل           |                            |
| ۱۹۹۲ | دوستان پیتر                                    | مگی چستر               |                            |
| ۱۹۹۳ | هیاهوی بسیار برای هیچ                          | بئاتریس                |                            |
| ۱۹۹۳ | بازمانده روز                                   | خانم کنتون             |                            |
| ۱۹۹۳ | به نام پدر                                     | گرت پیرس               |                            |
| ۱۹۹۴ | جونیور                                         | دایانا ردین            |                            |
| ۱۹۹۵ | کرینگتون                                       | دورا کرینگتون          |                            |
| ۱۹۹۵ | عقل و احساس                                    | الینور داشوود          | همچنین نویسنده             |
| ۱۹۹۷ | مهمان زمستانی                                  | فرانسیس                |                            |
| ۱۹۹۸ | رنگ‌های اصلی                                    | سوزان استانتون         |                            |
| ۱۹۹۸ | بوسه یهودا                                     | سدی هاوکینز            |                            |
| ۲۰۰۰ | شاید عزیزم                                     | دروسیلا                |                            |
| ۲۰۰۲ | سیاره گنج                                      | کاپیتان آملیا (صدا)    |                            |
| ۲۰۰۳ | تصور آرژانتین                                  | سیسیلیا                |                            |
| ۲۰۰۳ | در واقع عشق                                    | کارن                   |                            |
| ۲۰۰۴ | هری پاتر و زندانی آزکابان                      | پروفسور سیبل تریلانی   |                            |
| ۲۰۰۵ | ننی مک‌فی                                       | ننی مک‌فی               | همچنین نویسنده             |
| ۲۰۰۵ | شنل‌قرمزی                                       | لسا                    | صداپیشه؛ حضور افتخاری      |
| ۲۰۰۶ | عجیب‌تر از داستان                               | کارن ایفل              |                            |
| ۲۰۰۷ | هری پاتر و محفل ققنوس                          | پروفسور سیبل تریلانی   |                            |
| ۲۰۰۷ | من افسانه هستم                                 | آلیس کریپین            | Uncredited                 |
| ۲۰۰۸ | باری دیگر برایدزهد                             | لیدی مارچمین           |                            |
| ۲۰۰۸ | آخرین شانس هاروی                               | کیت واکر               |                            |
| ۲۰۰۹ | درس‌آموزی                                       | مدیر مدرسه             |                            |
| ۲۰۰۹ | قایقی که راک پخش می‌کرد                         | شارلوت                 |                            |
| ۲۰۱۰ | ننی مک‌فی و بیگ بنگ                             | ننی مک‌فی               | همچنین نویسنده             |
| ۲۰۱۱ | هری پاتر و یادگاران مرگ – قسمت دوم             | پروفسور سیبل تریلانی   |                            |
| ۲۰۱۲ | مردان سیاه‌پوش ۳                                | مأمور او               |                            |
| ۲۰۱۲ | دلیر                                           | ملکه الینور (صدا)      |                            |
| ۲۰۱۳ | موجودات زیبا                                   | خانم لینکلن / سارافین  |                            |
| ۲۰۱۳ | نجات آقای بنکس                                 | پی. ال. تراورس         |                            |
| ۲۰۱۳ | عشق پانچ                                       | کیت جونز               |                            |
| ۲۰۱۴ | مردان، زنان و کودکان                           | راوی (صدا)             |                            |
| ۲۰۱۴ | افی گری                                        | لیدی ایست‌لیک           | همچنین نویسنده             |
| ۲۰۱۵ | پیاده‌روی در جنگل                               | کاترین برایسون         |                            |
| ۲۰۱۵ | افسانه بارنی تامسون                            | سمولینا                |                            |
| ۲۰۱۵ | سوخته                                          | دکتر راشیلد            |                            |
| ۲۰۱۶ | تنها در برلین                                  | آنا کوینجل             |                            |
| ۲۰۱۶ | بچه بریجت جونز                                 | دکتر رالینگ            | همچنین نویسنده             |
| ۲۰۱۶ | ماشین شک: درون برادران کوخ جنگ با علم آب و هوا | راوی (صدا)             | مستند                      |
| ۲۰۱۷ | دیو و دلبر                                     | خانم پاتس              |                            |
| ۲۰۱۷ | غم دریا                                        | سیلویا پنکهرست         |                            |
| ۲۰۱۷ | داستان‌های مایروویتز                            | مورین                  |                            |
| ۲۰۱۷ | قانون کودکان                                   | فیونا مایه             |                            |
| ۲۰۱۸ | جانی اینگلیش دوباره حمله می‌کند                 | نخست‌وزیر               |                            |
| ۲۰۱۹ | آخر شب                                         | کاترین نیوبوری         |                            |
| ۲۰۱۹ | حلقه گمشده                                     | دورا د یتی الدر        |                            |
| ۲۰۱۹ | مردان سیاه‌پوش: بین‌المللی                       | مأمور او               |                            |
| ۲۰۱۹ | چگونه یک دختر درست کنیم                        | آماندا واتسون          |                            |
| ۲۰۱۹ | کریسمس پیشین                                   | پترا آندریچ            | همچنین نویسنده و تهیه‌کننده |
| ۲۰۲۰ | دولیتل                                         | پلینزی (صدا)           |                            |
| ۲۰۲۱ | کروئلا                                         | بارونس فون هلمن        |                            |
| ۲۰۲۲ | موفق باشی، لئو گرانده                          | نانسی استوکس           |                            |
| ۲۰۲۲ | ماتیلدای موزیکال                               | خانم ترانچبول          |                            |
| ۲۰۲۲ | چه ربطی به عشق دارد؟                           | کات                    |                            |
| ۲۰۲۵ | بریجت جونز: دیوانه آن پسر                      |                        |                            |
| ۲۰۲۶ | سه کیسه پر: یک فیلم کارآگاه گوسفندی            |                        |                            |
| TBA  | The Fisherwoman                                | ن/م                    |                            |

## تلویزیونی
| سال       | عنوان                           | نقش                                              | یادداشت                       |
| --------- | ------------------------------- | ------------------------------------------------ | ----------------------------- |
| ۱۹۸۲      | Cambridge Footlights Revue      | نقش‌های متنوع                                     | ویژه تلویزیونی، ۱ قسمت        |
| ۱۹۸۲      | There's Nothing to Worry About! | Mrs. Wally                                       | مجموعه تلویزیونی، ۳ قسمت      |
| ۱۹۸۳–۱۹۸۴ | Alfresco                        | Various roles                                    | مجموعه تلویزیونی، ۱۳ قسمت     |
| ۱۹۸۴      | The Comic Strip Presents        | Young woman                                      | مجموعه تلویزیونی، قسمت Slags  |
| ۱۹۸۴      | The Young Ones (TV series)      | Miss Money-Sterling                              | مجموعه تلویزیونی، قسمت Bambi  |
| ۱۹۸۵      | Emma Thompson: Up for Grabs     | متنوع                                            | تله‌فیلم                       |
| ۱۹۸۷      | Tutti Frutti                    | Suzi Kettles                                     | مینی‌سریال تلویزیونی           |
| ۱۹۸۷      | Fortunes of War                 | Harriet Pringle                                  | مینی‌سریال تلویزیونی           |
| ۱۹۸۸      | Thompson                        | Various roles                                    | مجموعه تلویزیونی              |
| ۱۹۸۹      | Look Back in Anger              | Alison Porter                                    | تله‌فیلم                       |
| ۱۹۹۰      | Knuckle                         | Jenny Wilbur                                     | تله‌فیلم                       |
| ۱۹۹۰      | The Winslow Boy                 | Catherine Winslow                                | تله‌فیلم                       |
| ۱۹۹۲      | چیرز                            | Nanette Guzman                                   | مجموعه تلویزیونی، ۱ قسمت      |
| ۱۹۹۴      | The Blue Boy (film)             | Marie Bonnar                                     | تله‌فیلم                       |
| ۱۹۹۷      | Ellen                           | خودش                                             | مجموعه تلویزیونی، ۱ قسمت      |
| ۱۹۹۷      | Hospital!                       | Elephant Woman                                   | مجموعه تلویزیونی، ۱ قسمت      |
| ۲۰۰۱      | Wit                             | Vivian Bearing                                   | تله‌فیلم                       |
| ۲۰۰۳      | فرشتگان در آمریکا               | Nurse Emily/the Homeless Woman/the Angel America | مینی‌سریال تلویزیونی، ۲ قسمت   |
| ۲۰۱۰      | The Song of Lunch               | She                                              | تله‌فیلم                       |
| ۲۰۱۲      | Walking the Dogs                | الیزابت دوم                                      | تله‌فیلم                       |
| ۲۰۱۷      | Upstart Crow                    | الیزابت یکم انگلستان                             | مجموعه تلویزیونی، ویژه کریسمس |
| ۲۰۱۸      | شاه لیر                         | گونریل                                           | تله‌فیلم                       |